# TOI-1452 b
 TOI-1452 b é um exoplaneta localizado na constelação de Draco, orbitando duas diminutas estrelas. A uma distância de 100 anos-luz da Terra, foi descoberto em 2022 por uma equipe liderada por estudiosos da Universidade de Montreal. Acredita-se que o planeta seja coberto por água.